# Okulizacja

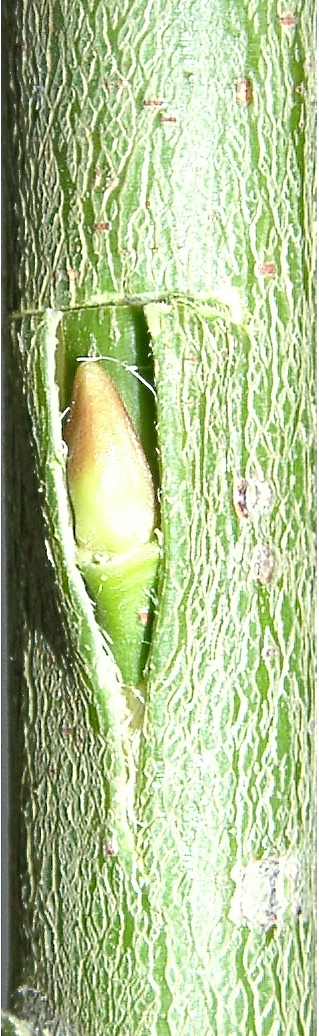
Wszczepione (w literę T) oczko

Okulizacja, oczkowanie – metoda wegetatywnego rozmnażania drzew, krzewów owocowych i ozdobnych polegająca na przeszczepieniu tylko samego oczka (pąka liściowego) lub oczka z niewielkim fragmentem pędu z odmiany szlachetnej na pęd podkładki. W szkółkarstwie jest najczęściej stosowanym rodzajem szczepienia, gdyż jest szybka, wygodna, wymaga najmniejszego wkładu pracy i wykonywana jest w lecie, a więc w okresie mniejszego nasilenia prac szkółkarskich. 
Najczęściej stosowanymi metodami okulizacji są w literę T i na przystawkę. Okulizację w literę T wykonuje się, gdy czynna jest miazga, gdyż wtedy kora łatwo odchodzi od drewna – (lipiec-sierpień). Okulizację można wykonać także metodą na przystawkę, co uniezależnia przyjęcie od aktywności tkanki twórczej i wtedy najczęściej ma to miejsce wiosną – (kwiecień-maj) oraz późnym latem – (sierpień-wrzesień). 
Okulizacja polega na umieszczeniu fragmentu odmiany szlachetnej pod korą podkładki. Należy to zrobić tak, aby komórki tkanki twórczej podkładki i oczka dobrze się ze sobą stykały. W miejscu ich styku wytwarza się kalus. O przyjęciu się oczka decyduje kilka czynników: zgodność fizjologiczna podkładki i oczka, zgodność ich faz rozwojowych, pogoda, pora i poprawność wykonania okulizacji.